# Angelic Song
Angelic Song (Engelengezang) is een cantate gecomponeerd door Alan Hovhaness in de jaren 1947 en 1948. De cantate is geschreven in zijn zogenaamd Armeense periode. Hij woonde toen echter in Massachusetts. De Armeense periode is een stijlperiode binnen het oeuvre van de componist, toen hij door toedoen van Hermon di Giovanno studie deed naar zijn Armeense achtergrond (Alans vader was Armeens).

## Muziek
De cantate is geschreven in zes delen:
- Ouverture en fuga
- vers 1
- vers 2
- vers 3
- invocatie
- vers 4.

### Ouverture en fuga
De cantate begint met een lange solo voor de hoorn boven een begeleiding van strijkinstrumenten. Langzamerhand wordt de melodielijn omgezet in de fuga.

### Vers 1
- From the point of light within the mind of God
- Let light steram forth into the minds of men
- Let light decen on Earth

### Vers 2
- From the point of love within the heart of God
- Let love stream forth into the hearts of men
- May Christ return to Earth

### Vers 3
- From the centre where the will of God in known
- Let purpose guide the little wills of men
- The purpose which the Master knows and serves

### Invocatie
Een instrumentaal deel waarbij de hoornist een Gebed weergeeft.

### Vers 4
- From the centre which we call the race of men
- Let the plan of love and light work out
- And may it seal the door where evil dwells
- Let light and love and power restore the plane on Earth
- Amen

De zanger(es) doet alleen mee tijdens de verzen.

## Orkestratie
- 1 sopraan of tenor
- 1 hoorns,
- violen, altviolen, celli, contrabassen

## Discografie
- Uitgave Centaur: Suzanne Banister met het Hendirx College Chamber Orchestra o.l.v. Karen Griebling; een opname uit 2006; de klank is dun; de sopraan daarentegen bovenmatig forte; de compact disc bevat echter niet eerder uitgegeven materiaal van de componist en laat tevens horen dat de eenvoudig klinkende muziek niet zo eenvoudig is als het op het eerste "oor" lijkt.